# Ratak Chain
Ratak Chain (pol. „wschód słońca, wschód”) – jeden z dwóch łańcuchów wysp i atoli państwa wyspiarskiego Wysp Marshalla na Oceanie Spokojnym; drugim łańcuchem jest Ralik Chain (pol. „zachód słońca, zachód”).
Położony na wschodzie Wysp Marshalla łańcuch obejmuje dwie wyspy: niezamieszkaną Jemo i Mejit oraz 14 atoli o łącznej powierzchni lądu ok. 34 mil kwadratowych (88 km²):
| L.p. | Zdjęcie | Nazwa atolu | Liczba wysepek | Powierzchnia lądu km² | Powierzchnia laguny km² | Opis |
| ---- | ------- | ----------- | -------------- | --------------------- | ----------------------- | --- |
| 1    |         | Ailuk       | 35             | 5,36                  | 177,34                  | |
| 2    |         | Arno        | 83             | 12,95                 | 338,69                  | |
| 3    |         | Aur         | 42             | 5,62                  | 239,78                  | |
| 4    |         | Bikar       | 6              | 0,49                  | 37,40                   | Niezamieszkany |
| 5    |         | Bokak       | 11             | 3,24                  | 78,08                   | |
| 6    |         | Erikub      | 16             | 0,59                  | 88,92                   | Niezamieszkany |
| 7    |         | Knox        | 18             | 0,98                  | 3,42                    | Niezamieszkany |
| 8    |         | Likiep      | 64             | 10,26                 | 424,01                  | Historyczne budynki i pozostałości innych budynków i struktur pochodzących z okresu kolonizacji niemieckiej (1880–1937) – Likiep Village Historic District – zostały umieszczone w 2005 roku na liście informacyjnej UNESCO. |
| 9    |         | Majuro      | 64             | 9,17                  | 295,05                  | |
| 10   |         | Maloelap    | 71             | 9,82                  | 972,72                  | |
| 11   |         | Mili        | 102 84         | 14,98                 | 759,85                  | |
| 12   |         | Taka        | 5              | 0,57                  | 93,14                   | Niezamieszkany |
| 13   |         | Utirik      | 6              | 2,43                  | 57,73                   | |
| 14   |         | Wotje       | 72             | 8,18                  | 624,34                  | |

## Historia
Niewiele wiadomo na temat historii Wysp Marshalla przed przybyciem Europejczyków. Hiszpanie odwiedzali wyspy wielokrotnie w latach 1522–1568. W 1526 roku hiszpański odkrywca Alonso de Salazar jako pierwszy Europejczyk dotarł do Wysp Marshalla, odkrywając atol Bokak. W 1527 roku hiszpański żeglarz Álvaro de Saavedra Cerón (zm. 1529) odkrył atole Toke i Utirik. W 1543 roku hiszpański podróżnik Ruy López de Villalobos (1500–1544) odkrył atole Erikub, Likiep, Maloelap i Wotje. W 1565 roku hiszpański konkwistador Miguel López de Legazpi (1502–1572) odkrył atol Ailuk oraz wyspy Jemoi Mejit.
W 1788 roku angielski kapitan John Marshall (1748–1819) odkrył atole Arno, Aur i Majuro.
W 1817 roku rosyjski podróżnik i odkrywca Otto von Kotzebue (1788–1846) dotarł do archipelagów Ratak i Ralik na pokładzie statku Rurik.